# Баєва Віра Михайлівна
Віра Михайлівна Баєва (рос. Вера Михайловна Ба́ева; * 29 березня 1936, Уфа, РРФСР) — радянська і російська оперна співачка (сопрано). Народна артистка СРСР (1986).
Закінчила Уральску консерваторію (1959).
В 1959—2000 рр. — солістка Свердловської державної філармонії.